# Corytoplectus
Corytoplectus là một chi của những loài cây thuộc họ Tai voi. Những loài trong chi này được tìm thấy ở Bolivia, bắc Brazil, Colombia, Ecuador, Guyana, tây nam Mexico, Peru, Venezuela và trong những khu rừng đầy mây bao phủ của những dãy núi cao. Chi này gồm có tổng cộng 12 loài tất cả. Một chi bà con của nó tên là Alloplectus, chúng khác nhau ở việc hoa thì nở xòe ra hình tán, thẳng đứng và kết quả thì cũng tương tự như vậy. Loài kiểu mẫu của chi này là C. capitatus.

## Mô tả
Những loài của chi Corytoplectus thì là loài thân thảo, mọc thành bụi, cao từ 0,5 đến 2 mét. Thân thì thẳng đứng, có hình tứ giác tuy nhiên các góc thì bị làm tròn nhưng về phía ngọn thì có hình tứ giác. Quả là loại quả mọng, hạt thì có hoa văn sọc (các sọc có màu tối song song với nhau dọc theo chiều dọc xuống). Những cái lá thì có màu xanh đậm ở mặt trên, những đường vân của chúng thì mờ nhạt. Hoa nở theo hướng thẳng đứng.

## Từ nguyên học
Theo như Rodriques-Flores và Skog thì Corytoplectus được suy ra từ 2 từ tiếng Latin coryto (túi da) và plectus (nếp gấp) . Họ tin rằng tổ hợp từ này sẽ thích hợp bởi vì đài hoa trông giống với với một cái túi da có nếp gấp. Nhưng theo cách nhìn nhận hiện tại  thì tên được suy ra từ một từ Hy Lạp kōrys (cái nắp hay cái chụp) và một từ Latin plectus (nếp gấp), cho ra nghĩa là 'cái nắp có nếp gấp'.

## Loài
- Corytoplectus capitatus (Hook.) Wiehler
- Corytoplectus congestus(Linden ex Hanst.) Wiehler
- Corytoplectus cutucuensis Wiehler
- Corytoplectus deltoideus  (C.V.Morton) Wiehler
- Corytoplectus grandifolius  (Britton ex Rusby) Rodr.-Flores & L.E.Skog
- Corytoplectus longipedunculatus  Rodr.-Flores & L.E.Skog
- Corytoplectus oaxacensis  Ram.-Roa, C.Chávez & Rodr.-Flores
- Corytoplectus purpuratus  Rodr.-Flores & L.E.Skog
- Corytoplectus riceanus  (Rusby) Wiehler
- Corytoplectus schlimii  (Planch. & Linden) Wiehler
- Corytoplectus speciosus  (Poepp.) Wiehler
- Corytoplectus zamorensis  (Linden & André) Rodr.-Flores & L.E.Skog